# الرمل (الجدد)
الرمل هو دُوَّار يقع بجماعة العامرية، إقليم سيدي بنور، جهة الدار البيضاء سطات في المملكة المغربية. ينتمي الدوّار لمشيخة الجدد التي تضم 8 دواوير. يقدر عدد سكانه بـ 548 نسمة حسب الإحصاء الرسمي للسكان والسكنى لسنة 2004.

## روابط خارجية
- البوابة الوطنية للجماعات الترابية
- المندوبية السامية للتخطيط